# Martin Münz
Martin Münz (ur. 5 listopada 1785 w Bambergu, zm. 18 marca 1848) – niemiecki anatom. Jego uczniami byli Johann Lukas Schönlein i Franz Leydig.